# Tunni
Tunni, kušitski narod afrazijske porodice, srodan Afarima i Bedžama,  naseljen na Rogu Afrike u Somaliji.
Tunni pripadaju užoj somalskoj skupini, a žive nomadskim životom između rijeka Džuba i Šebele. Kraj što ga nastanjuju pogodan je agrikulturi pa su neki stalnonaseljeni farmeri koji uzgajaju banane, kukuruz, grah, sezam, sirak i drugo. Dijelom žive kao nomadski pastiri kao uzgajivači stada goveda, koza i ovaca, od kojih dobivaju meso, mlijeko i kože. 
Tunni-kuća je koliba kružnog oblika, napravljena od blata s krovom stožastog oblika prekrivenog travom. Svako domaćinstvo predvodi muška glava obitelji. Seosko vijeće sastoji se od starješina svakog domaćinstva. Na vijeću koje se sastaje sa seoskim starješinom donose se sve važne odluke.
Tunni nošnja je pamučna, nabavljena ili trgovinom ili izrađena na domaćim stanovima. I muška i ženska nošnja podsjeća na rimsku togu, bijele je ili sive boje, zasićena maslacem, zbog zaštite od vlage ili hladnoće. Žene se vole i kititi različitim nakitom napravljenim od perlica, kože, srebrnim ogrlicama, narukvicama i podvezicama na člancima nogu. Većinom hodaju bosi, a sandale nose ponekad. 
Kada se mladić želi oženiti, on prvo mora dobiti pristanak svojih roditelja, a nakon toga i pristanak roditelja izabranice. Kada je to sve obavljeno za svoju zaručnicu mora platiti cijenu njezinim roditeljima, nakon čega konačno mogu sklopiti brak. Prema muslimanskoj vjeri muškarac može imati do četiri žene. Tuni-muž mora svakoj svojoj ženi osigurati posebnu kuću gdje će ona podizati svoju djecu.
Tunni jezik, af-tunni, član je afrazijske porodice, kušitske skupine.